# Seznam azerbajdžanskih pevcev resne glasbe
Seznam azerbajdžanskih pevcev resne glasbe.

## A
- Ahmed Agdamski
- Sona Aslanova, sopran
- Elchin Azizov, bariton

## B
- Bulbul, tenor

## E
- Yusif Eyvazov, tenor

## G
- Fidan Gasimova, sopran
- Khuraman Gasimova

## H
- Gulkhar Hasanova

## I
- Lutfiyar Imanov, tenor

## M
- Muslim Magomayev, bariton
- Shovkat Mammadova, sopran
- Fatma Mukhtarova, mezzo-sopran
- Rubaba Muradova, mezzo-sopran

## R
- Hagigat Rzayeva

## S
- Huseyngulu Sarabski, tenor